# 惩罚 (电视剧)
《惩罚》是一部印度尼西亚MD娱乐公司出品的电视剧，2005年1月由SCTV首播，2009年12月由CCTV-8海外剧场在中国首播。该剧改编自马来世界流传千年的民间传说《馬林·昆當》，讲述了一个儿子在致富后不认自己的生母从而遭受天谴的故事，同时参入了现代元素，反映了印尼社会贫富悬殊、人情淡漠等现实问题，在印尼曾获得很高收视率。

## 剧情
穷乡村里长大的马林·昆当自小与母亲扎伊娜相依为命，励志到雅加达闯荡。同村财主沙利姆一直觊觎扎伊娜的身体，使马林非常痛恨，但沙利姆的女儿丽丽却很喜欢马林。马林初到雅加达，身上的钱被人抢光，在擦鞋童阿里夫的帮助下才站稳脚跟，并结识富家女柯蒂卡和黑帮老大索尼。丽丽和扎伊娜终于摆脱了沙利姆，到雅加达找马林，被好心的阿蒂收留。
柯蒂卡喜欢上了马林，而马林又认识了索尼的女儿珍妮。布尔曼一次在酒吧揩油被马林发现，之后就成了马林的帮手。柯蒂卡制造二人相处的假象，骗马林结了婚。一次丽丽被人诬告，马林落井下石，幸而好心的警察丹尼出面帮助了丽丽。珍妮从国外回来，马林进入了索尼的公司，开始接近珍妮，并把业务处理的井井有条。阿里夫想向珍妮告知马林的过去，然而马林数次谎言欺骗，并试图干掉阿里夫。
丽丽被歹徒强奸，一度陷入精神恍惚。马林为了与珍妮结婚，先试图烧死柯蒂卡未果，最终请索尼派杀手除掉了她。扎伊娜一直不愿相信儿子变坏，试图找他，结果马林下了数次毒手。索尼找扎伊娜探听马林的过去，马林得知，让布尔曼谋杀了索尼，与珍妮强行结婚，警方却认为索尼是意外车祸。
珍妮离开马林，生下了女儿茵丹，马林却让布尔曼制造珍妮死亡的假象，还把丹尼诬为凶手。珍妮的朋友迪安喜欢上了马林，可马林得知其不能怀孕后将她抛弃并致使其自杀。马林找到了新的猎物——守寡的文莱王妃米兰蒂。茵丹7岁时马林将他讨回，她在马林的调教下变得六亲不认。一系列惨剧后，扎伊娜终于认清马林的真面目，准备起诉他。一日扎伊娜与马林狭路相逢，马林开着汽车要撞死母亲，不想汽车滑出大路，马林爬出后被一辆水泥车卸下的水泥掩埋。